# فريدريك غرين
فريدريك غرين (بالإنجليزية: Frederick Green)‏ (21 يونيو 1851 المملكة المتحدة - 6 يوليو 1928) هو لاعب كرة قدم بريطاني سابق كان يلعب كلاعب وسط.

## روابط خارجية
- فريدريك غرين على موقع قاعدة بيانات كرة القدم.إي يو (الإنجليزية)
- فريدريك غرين على موقع ناشيونال فوتبول تيمز (الإنجليزية)